# محوطه یکه ریگ
محوطه یکه ریگ مربوط به سده‌های ۳ تا ۷ ه‍.ق است و در شهرستان شاهرود، بخش بیارجمند، دهستان خوارتوران، ۳ کیلومتری شرق روستای کاریز واقع شده و این اثر در تاریخ ۳ خرداد ۱۳۸۶ با شمارهٔ ثبت ۱۹۱۷۶ به‌عنوان یکی از آثار ملی ایران به ثبت رسیده است.